# Martine McCutcheon
Martine Kimberley Sherrie McCutcheon (Hackney, Londres, 14 de mayo de 1976) es una actriz y cantante británica, más conocida por haber interpretado a Tiffany Mitchell en EastEnders y a Natalie en la comedia romántica británica Love Actually.

## Biografía
Es hija de Thomas Hemmings y Jenny Tomlin, quienes se divorciaron cuando tenía apenas 10 años y poco después su madre se casó con John McCutcheon. Tiene un medio hermano llamado LJ McCutcheon.
Estuvo comprometida con el DJ Gareth Cooke; sin embargo, la relación terminó en 1996. En 1996 comenzó a salir con el actor Paul Nicholls; sin embargo, la relación terminó en 1997. En 1998 comenzó a salir con el empresario Jonathan Barnham, pero rompieron. En 2000 comenzó a salir con el actor Steve John Shepherd; sin embargo, la relación terminó en 2001. En 2007 comenzó a salir con el músico Jack McManus, con quien se comprometió en diciembre de 2010 y finalmente se casaron en septiembre de 2012. Tienen un hijo, Rafferty McManus (febrero de 2015).

## Carrera
El 24 de enero de 1995, se unió al elenco de la exitosa serie británica EastEnders, donde interpretó a la camarera Tiffany Raymond-Mitchell hasta el 31 de diciembre de 1998.
En 2001 se unió al elenco de la obra de teatro My Fair Lady, donde interpretó el papel principal de Eliza Dolittle; sin embargo, tuvo que retirarse de la obra por enfermedad. En 2003 apareció en la película Love Actually, donde interpretó a Natalie, una asistente personal e interés romántico del primer ministro (Hugh Grant). En 2005 filmó la serie Lies and Wives para la NBC; sin embargo, esta nunca fue escogida ni lanzada a la televisión. Ese mismo año en diciembre, lanzó su DVD para hacer ejercicio titulado Martine McCutcheon: Dance Body Workout.

## Música
Entre 1991 y 1994, fue cantante de la banda Milan. El 18 de abril de 1999, debutó su primer sencillo, «Perfect Moment», que entró en el UK charts en el puesto número 1 y se mantuvo ahí por dos semanas. Su segunda canción, «I've Got You», se estrenó en septiembre de 1999 y se posicionó en el número 6. Su tercera canción «Love Me/Talking In Your Sleep» se estrenó en diciembre del mismo año y quedó en el mismo lugar.
Su cuarta canción, «I'm Over You», se estrenó en noviembre de 2000 y quedó en la posición número 2; y la quinta, «On The Radio», se quedó con el número 7 luego de estrenarse en febrero de 2001. Fue vocalista invitada en 1995 en la canción de Uno Clio llamada «Are you Man Enough», que se ubicó en el puesto 62.

## Filmografía
Series de televisión
| Año         | Título     | Personaje        | Notas                       |
| ----------- | ---------- | ---------------- | --------------------------- |
| 2008        | Echo Beach | Susan Penwarden  | 12 episodios                |
| 2005        | Spooks     | Tash             | 2 episodios                 |
| 2000        | The Knock  | Jenny Foster     | episodio # 5.2              |
| 1995 - 1998 | EastEnders | Tiffany Mitchell | 343 episodios               |
| 1992        | The Bill   | Amanda Jones     | episodio "A Scandalous Act" |
| 1989        | Bluebirds  | Mandy            | 2 episodios                 |

Películas
| Año  | Título                     | Personaje     | Notas                                                                                      |
| ---- | -------------------------- | ------------- | ------------------------------------------------------------------------------------------ |
| 2008 | Jump!                      | Liuba Halsman | junto a Patrick Swayze, Heinz Hoenig, Richard Johnson y Wolfgang Fierek                    |
| 2007 | Marple: At Bertram's Hotel | Jane Cooper   | junto a Geraldine McEwan, Vincent Regan, Emily Beecham, Ed Stoppard y Peter Davison        |
| 2006 | Withdrawal                 | Bonnie        | corto - junto a Iddo Goldberg, Sean Rooney y Andrew Stevenson                              |
| 2005 | The English Harem          | Tracy Pringle | junto a Art Malik, Tom Georgeson, Linda Bassett y Tony Slattery                            |
| 2003 | Love Actually              | Natalie       | junto a Hugh Grant                                                                         |
| 2001 | Kiss Kiss (Bang Bang)      | Mia           | junto a Stellan Skarsgård, Chris Penn, Paul Bettany, Jacqueline McKenzie y Sienna Guillory |

Publicaciones
| Año  | Libros                                                   | Notas         |
| ---- | -------------------------------------------------------- | ------------- |
| 2009 | The Mistress                                             | novela        |
| 2003 | Martine McCutcheon: Behind the Scenes - A Personal Diary | autobiografía |
| 2001 | Who Does She Think She Is?                               | autobiografía |

Videos musicales
| Año  | Artista | Canción          | Notas                |
| ---- | ------- | ---------------- | -------------------- |
| 1991 | Enya    | "Caribbean Blue" | apareció en el video |

Apariciones
| Año  | Programa           | Notas                              |
| ---- | ------------------ | ---------------------------------- |
| 2007 | Soapstar Superstar | 10 episodios - jueza               |
| 2005 | The F Word         | estrella invitada - episodio # 1.1 |

Teatro
| Año  | Obra         | Personaje      | Director | Teatro                 | Notas                  |
| ---- | ------------ | -------------- | -------- | ---------------------- | ---------------------- |
| 2001 | My Fair Lady | Eliza Dolittle | -        | Royal National Theatre | junto a Jonathan Pryce |

Canciones
| Año  | Álbum        | Puesto              |
| ---- | ------------ | ------------------- |
| 2002 | Musicality   | #55 en el UK Charts |
| 2000 | Wishing      | #25 en el UK Charts |
| 1999 | You, Me & Us | #2 en el UK Charts  |

## Premios y nominaciones
| Año  | Categoría                                  | Premio                         | Serie/Película/Obra/Música | Resultado |
| ---- | ------------------------------------------ | ------------------------------ | -------------------------- | --------- |
| 2004 | Best Newcomer                              | Empire Award                   | Love Actually              | Ganadora  |
| 2004 | Best Trans-Atlantic Breakthrough Performer | MTV Movie Award                | Love Actually              | Ganadora  |
| 2002 | Best Actress in a Musical                  | Laurence Olivier Theatre Award | My Fair Lady               | Ganadora  |
| 2000 | Best British Female Vocalist               | BRIT Award                     | -                          | Nominada  |
| 1999 | Best Storyline (junto a Matthew Robinson)  | British Soap Award             | EastEnders                 | Ganadora  |
| 1999 | Best Exit                                  | British Soap Award             | EastEnders                 | Nominada  |
| 1997 | Most Popular Actress                       | National Television Award      | EastEnders                 | Ganadora  |